# Kozojedy (Hradec Králové)
Kozojedy é uma comuna checa localizada na região de Hradec Králové, distrito de Jičín‎.